# All Mixed Up (La Bouche)
All Mixed Up è il secondo album dei La Bouche. Si tratta di una raccolta di vari remix delle principali canzoni del fortunato album di debutto del gruppo, uscito l'anno precedente.

## Tracce
1. "Be My Lover (Club Mix)"
2. "Fallin In Love (Soul Solution Vocal Dub)"
3. "Sweet Dreams (Spike Mix)"
4. "Forget Me Nots (Club Mix)"
5. "Be My Lover (Spike Mix)"
6. "Fallin' In Love (Full Harmony Club Mix)"
7. "I Love to Love (Club Mix)"
8. "Le Click: Tonight Is the Night (Dance Mix)"
9. "Sweet Dreams (Stylin' Free Mix)"
10. "Megamix (Sweet Dreams, Fallin In Love, Be My Lover, I Love To Love)"